# 체크포인트 찰리 박물관

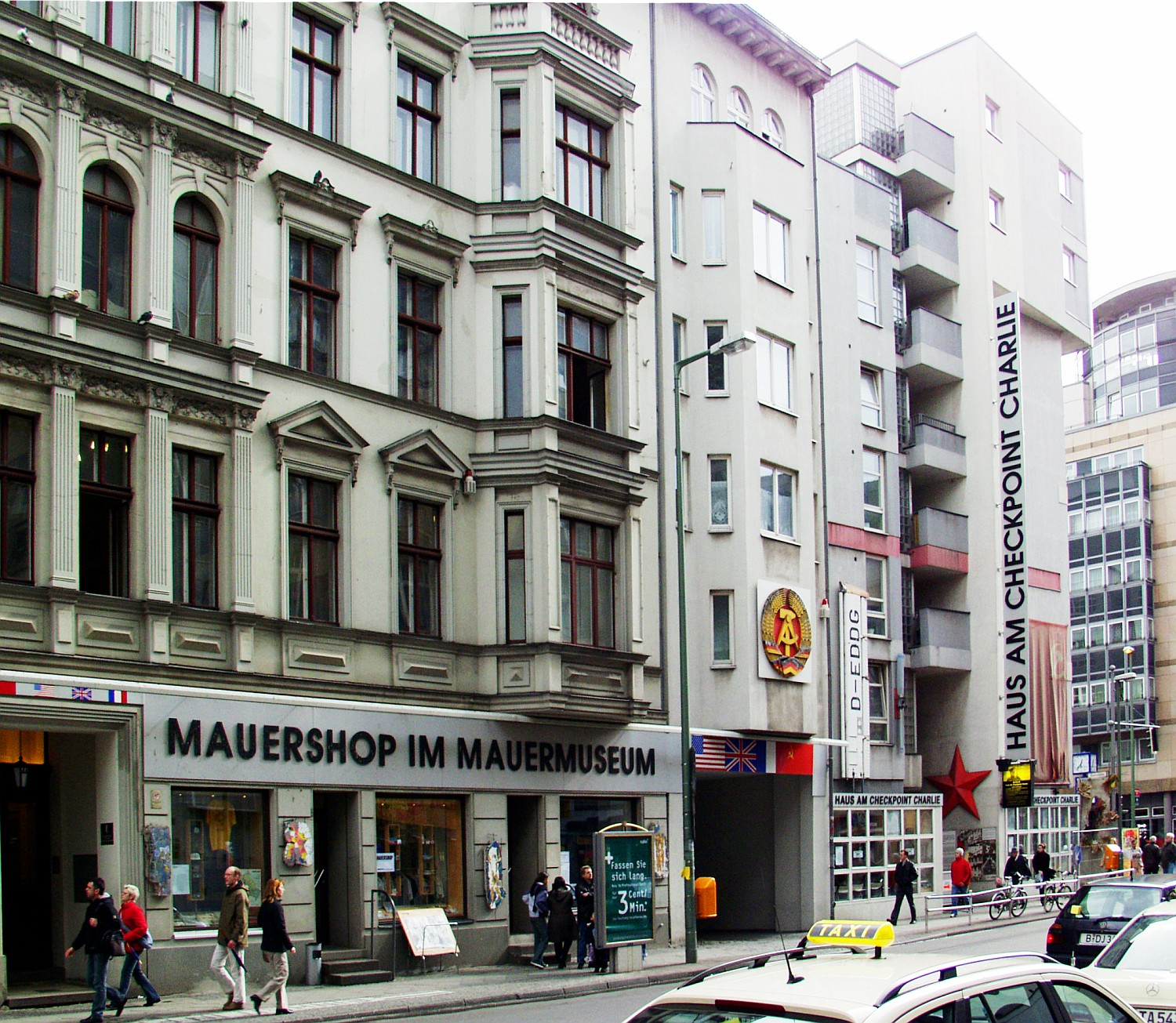
체크포인트 찰리 박물관

체크포인트 찰리 박물관(독일어: Museum Haus am Checkpoint Charlie)은 독일 베를린 중심부의 크로이츠베르크 지역의 냉전 시대를 기념하는 박물관이다. 마우어 박물관(Mauermuseum→벽 박물관)이라고도 칭한다.
미국인 건축가 피터 아이젠먼의 건축물 하우스 암 체크 포인트 찰리(Haus am Checkpoint Charlie)에 소재한다. 이름은 베를린 장벽에 있던 검문소 체크포인트 찰리를 딴 것으로, 동서 베를린 사이의 국경에 대해 기록하기 위해 만들어진 것이다. 동독에서 탈출을 시도하고 성공한 사람들의 사진과 그 기록 또한 탈출에 사용된 장비, 검문을 빠져 나간 차량, 터널, 미니 잠수함 등이 전시되어 있다.